# Estación Fitalancao
Fitalancao es un paraje rural y estación de ferrocarril ubicada en el Departamento Ñorquincó, Provincia de Río Negro, República Argentina, en el ramal de Ingeniero Jacobacci a Esquel.

## Ubicación geográfica de la estación
Se encuentra a 159 km de la localidad de Ingeniero Jacobacci, y a 16 km de Ñorquincó.